# Viesturs Meijers
Viesturs Meijers (Limbaži, 5 december 1967 – 9 november 2024) was een Letse schaker met FIDE-rating 2483 in 2017. Hij is, sinds 2004, een grootmeester (GM).
Hij begon op tienjarige leeftijd met schaken. Sinds 1993 werd hij getraind door IM I. Dambitis. In 2000 won hij het kampioenschap van Letland.
Van 2 t/m 8 juli 2005 werd in La Fère met 185 deelnemers het vierde internationaal open La Fère gespeeld waarin de grootmeesters Viesturs Meijers uit Letland en Vadym Malachatko uit Oekraïne met 7.5 punt uit negen ronden gelijk eindigden. Na de tie-break werd Meijers eerste. 
In 2007 werd hij gedeeld eerste op het open kampioenschap van Gouda, samen met Alexandre Dgebuadze, Daniel Fridman en Erwin l'Ami.
Meijers overleed op 9 november 2024 op 56-jarige leeftijd.

## Resultaten in nationale teams
Viesturs Meijers speelde voor Letland in Schaakolympiades:
- In 2000, aan bord 4 in de 34e Schaakolympiade in Istanboel (+3 =7 –3)
- In 2004, aan het reservebord in de 36e Schaakolympiade in Calvia (+5 =2 –2)
- In 2006, aan bord 4 in de 37e Schaakolympiade in Turijn (+3 =3 –4)
- In 2008, aan bord 3 in de 38e Schaakolympiade in Dresden (+5 =3 –1)
- In 2010, aan bord 3 in de 39e Schaakolympiade in Chanty-Mansiejsk (+3 =3 –3)

Viesturs Meijers speelde voor Letland in het Europees schaakkampioenschap voor landenteams:
- In 2001, aan het eerste reservebord in León (+3 =3 –1)

## Externe koppelingen
- (en)   Informatie over schaakpartijen van Viesturs Meijers op ChessGames.com
- (en)   Informatie over schaakpartijen van Viesturs Meijers op 365chess.com
- (en)  FIDE-ratinggegevens voor Viesturs Meijers